# Christina Scherwin

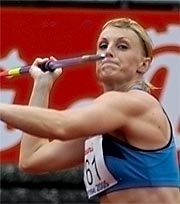
Christina Scherwin

Christina Scherwin (* 11. Juli 1976 in Viborg) ist eine dänische Leichtathletin. Sie hält mit einer Weite von 64,83 Metern den aktuellen dänischen Landesrekord im Speerwurf.
In den Jahren 2000, 2002, 2003, 2005 und 2006 gewann sie die dänische Meisterschaft im Speerwurf; 2002, 2003, 2005 und 2006 wurde sie Meisterin im Kugelstoßen.
2004 nahm sie in Athen erstmals an Olympischen Spielen teil, konnte sich jedoch mit einer Weite von 56,87 m nicht für das Finale qualifizieren.
Der bisher größte Erfolg ihrer Karriere gelang Christina Scherwin bei den Leichtathletik-Weltmeisterschaften 2005 in Helsinki, wo sie mit 63,43 Metern einen dänischen Landesrekord aufstellte und gleichzeitig auf Platz 4 landete.
Bei einer Körpergröße von 1,76 m beträgt ihr Wettkampfgewicht 67 kg.

## Persönliche Bestleistungen
- Kugelstoßen – 15,24 m
- Diskuswurf – 42,56 m
- Hammerwurf – 31,55 m
- Speerwurf – 64,83 m